# AE-B
AE-B (Atmosphere Explorer-B; również: Explorer 32) – amerykański satelita naukowy, wysłany w ramach programu Explorer, przeznaczony do badania górnych warstw ziemskiej atmosfery.

## Budowa i działanie
Satelita miał kształt kuli, wykonanej ze stali nierdzewnej, wewnątrz której w warunkach hermetycznych znajdowały się główne elementy satelity. Podstawowym instrumentem badawczym były trzy spektrometry masowe, które mierzyły skład górnych warstw ziemskiej atmosfery, a w szczególności wzajemne proporcje składników atmosfery takich jak: tlen, azot, wodór, hel i argon .

## Misja
Misja satelity rozpoczęła się 25 maja 1966 roku, kiedy to rakieta Thor Delta C1 wyniosła na niską orbitę okołoziemską satelitę do badania ziemskiej atmosfery AE-B. W momencie znalezienia się na orbicie satelita otrzymał oznaczenie COSPAR 1966-044A. Sześć dni po starcie awarii uległy dwa spektrometry masowe, jednak pozostałe urządzenia badawcze funkcjonowały do końca trwania misji. Satelita przestał działać po 10 miesiącach, w momencie gdy jego konstrukcja uległa dehermetyzacji, co skutkowało awarią systemu zasilania .
Satelita spłonął w górnych warstwach atmosfery 22 lutego 1985 roku.